# Rosso Fiorentino
Rosso Fiorentino, vlastním jménem Giovani Battista di Jacopo, (8. března 1494, Florencie – 14. listopadu 1540, Paříž) byl italský malíř, představitel pozdní renesance a manýrismu.

## Život
Narodil se ve Florencii, kde jeho prvním učitelem byl Andrea del Sarto, spolu s ním u něj studoval i Giacomo Pontormo. Brzy získal respekt a zájem zákazníků, pracoval v několika městech, například v Arezzu nebo Benátkách. Podle svých zrzavých vlasů dostal přezdívku Rosso, z níž se ustálilo celé jméno Zrzavý Florenťan.
Roku 1523 odešel do Říma, kde studoval díla tamních renesančních malířů, zejména Michelangela a Rafaela. Z jeho italského působení se dochovaly dvě desítky oltářních obrazů, většinou olejomalby na plátně.
Po sacco di Roma, vyplenění Říma roku 1527, odešel do Francie a v Paříži na pozvání francouzského krále Františka I. roku 1530 získal místo dvorního malíře, ve kterém setrval až do smrti. Freskovou výzdobou i závěsnými obrazy se podílel zejména na výzdobě zámku ve Fontainebleau, ve Francii je spolu s Francescem Primaticciem považován za čelného představitele (první) fontainebleauské malířské školy. Věnoval se rovněž grafice, do grafické verze převáděl své olejomalby, ale také nerealizované skici.

## Dílo (výběr)

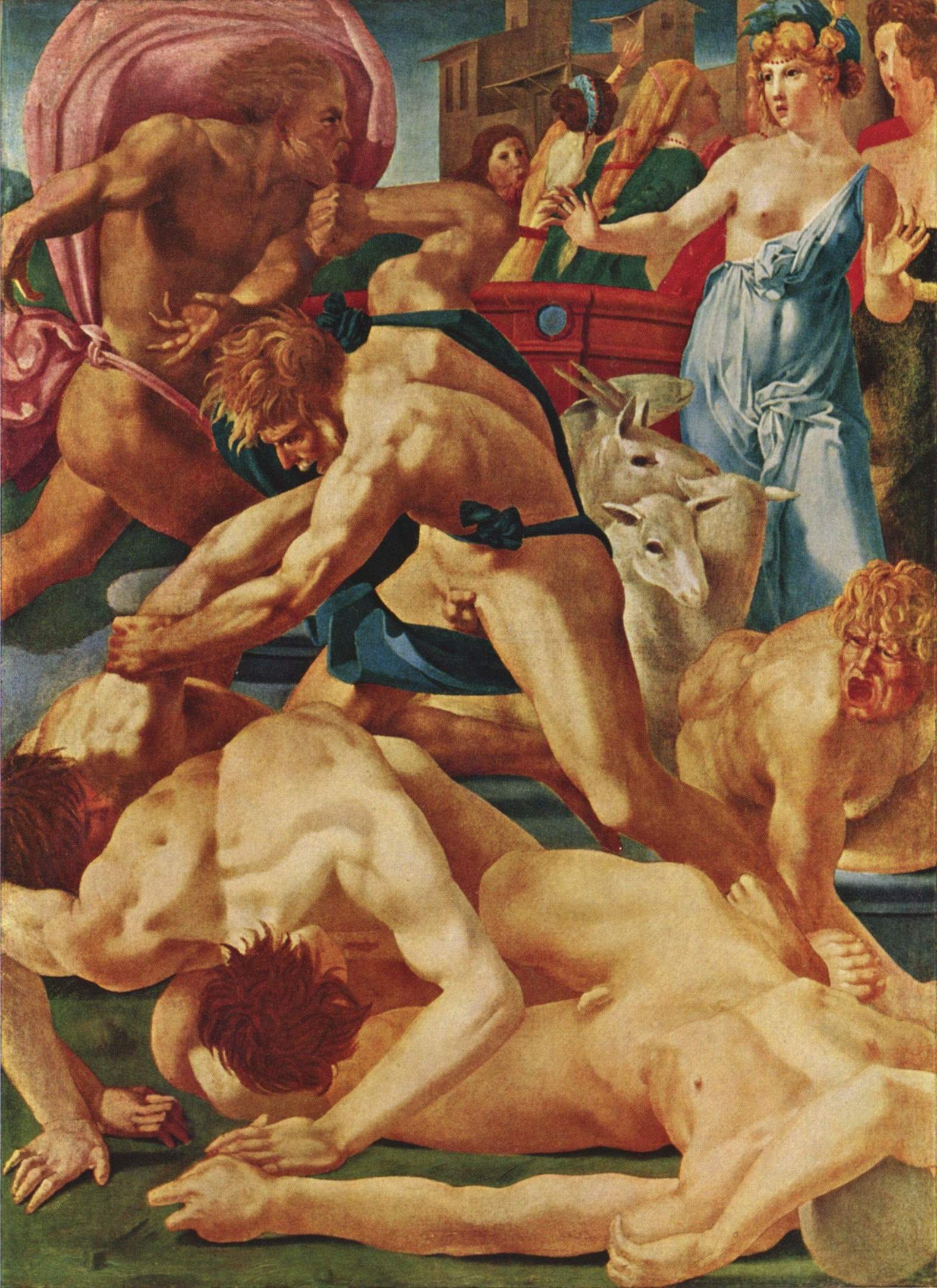
Rosso Fiorentino: Mojžíš brání Jethrovy dcery, 1523

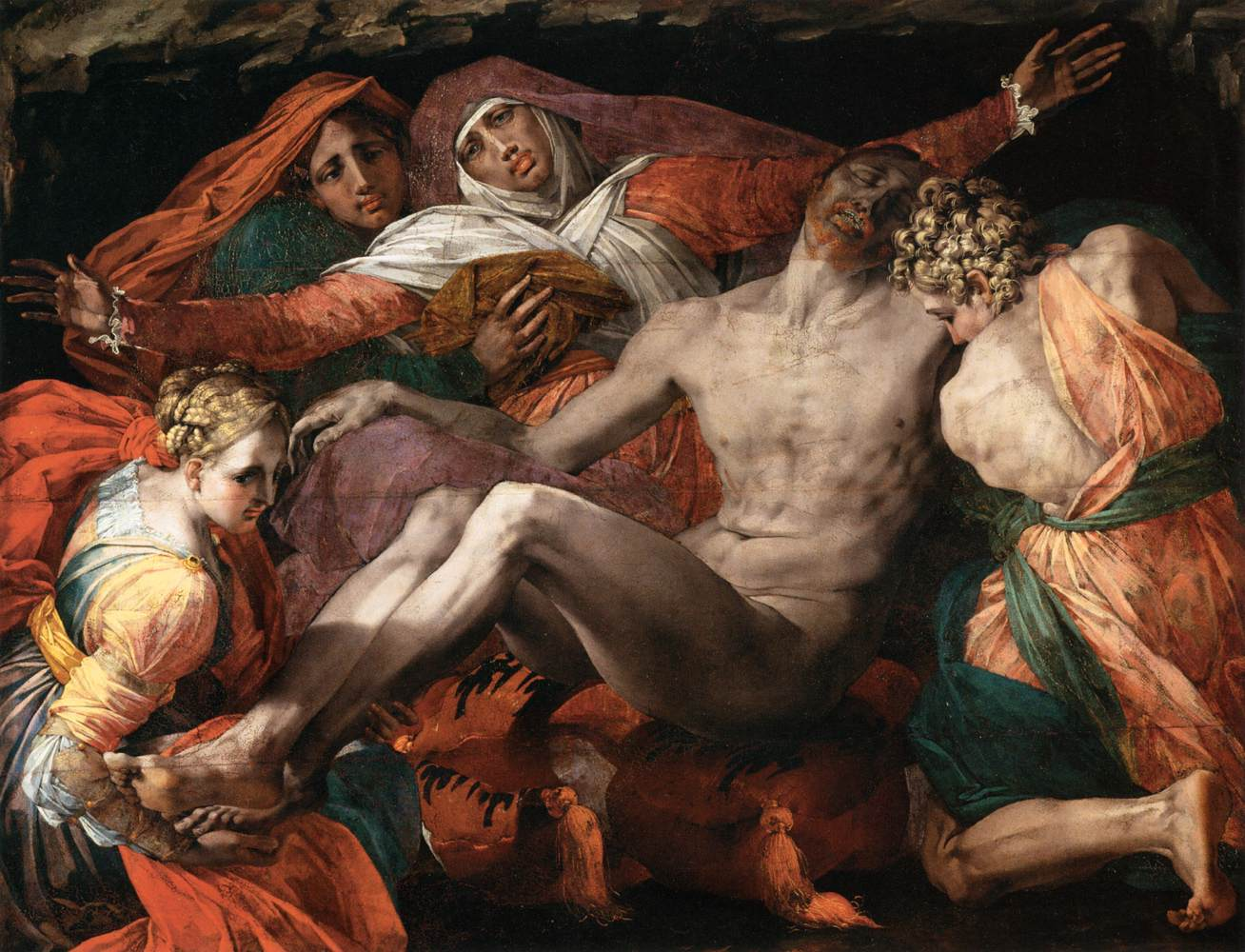
Rosso Fiorentino – Pietà – WGA20135

- Portrét mladého muže v baretu, asi 1515
- Nanebevzetí Panny Marie, 1517, Florencie, chrám Santissima Annunziata
- Madonna se čtyřmi světci (Sacra conversazione), 1518, Florencie, Gallerie Uffizi
- Snímání z kříže, 1521, Volterra, Pinacoteca Communale
- Madona se dvěma světci, 1521, Villamagna, farní kostel
- Madona s deseti světci (Sacra conversazione), 1522, Florencie, Palazzo Pitti
- Mojžíš brání dcery Jethrovy, Florencie, 1523, Gallerie Uffizi
- Zasnoubení Panny Marie, 1523, Florencie, S. Lorenzo
- Pád člověka, 1524, Řím, Santa Maria della Pace
- Stvoření Evy, 1524, Řím, Santa Maria della Pace
- Kristus s anděly, 1524–1527, Boston, Museum of Fine Arts
- Portrét mladého muže sedícího na koberci, asi 1527
- Ukládání Krista do hrobu, 1528, Sansepolcro, San Lorenzo
- Proměnění Krista, 1528, Sansepolcro, S. Lorenzo
- Leda s labutí, 1530, Londýn, královská akademie
- Bakchus, Venuše a kupido, kolem 1531
- Pieta, 1537–1540, Paříž, Louvre

## Galerie

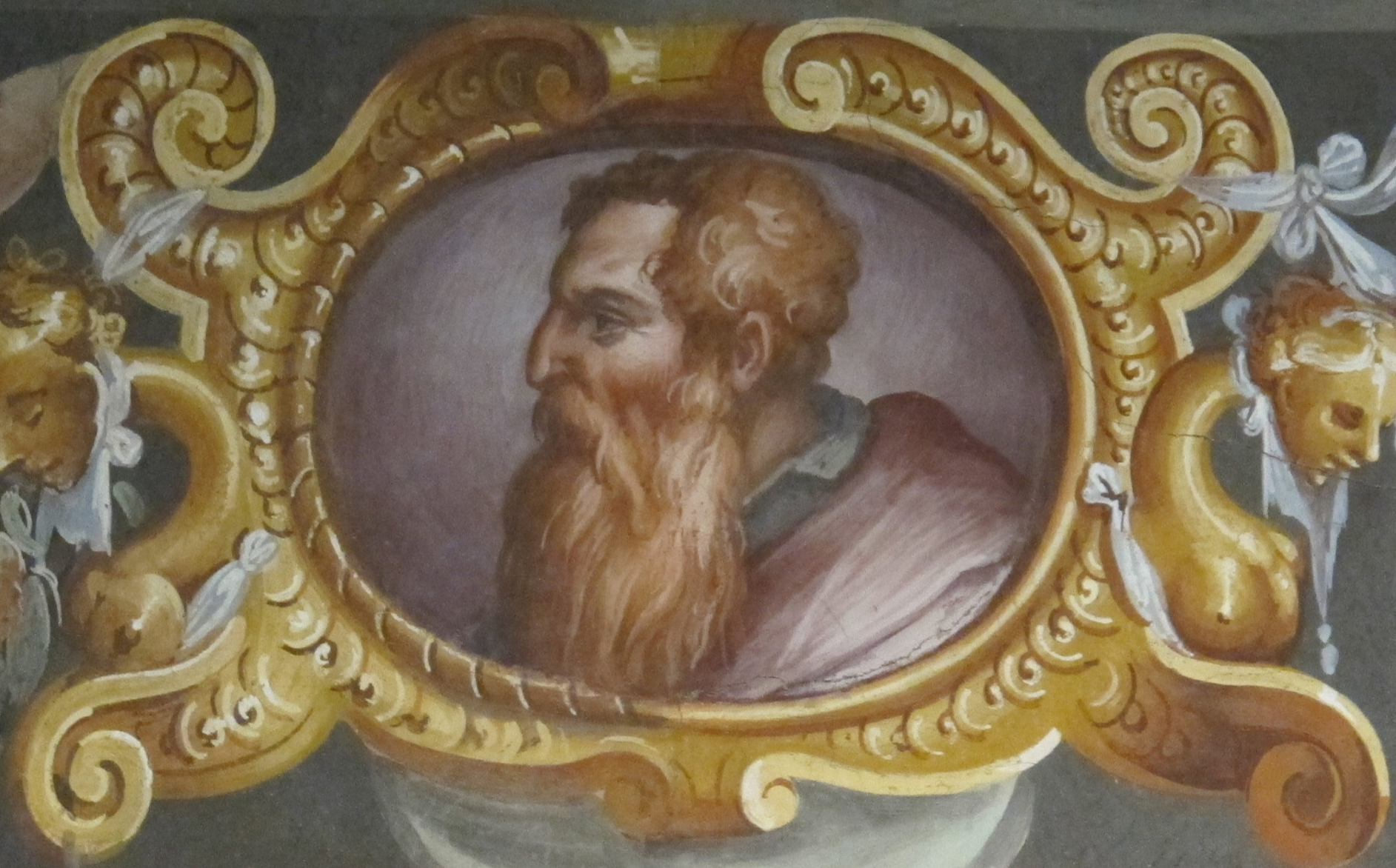
Giorgio Vasari: posmrtný portrét Rossa Fiorentina (1572)
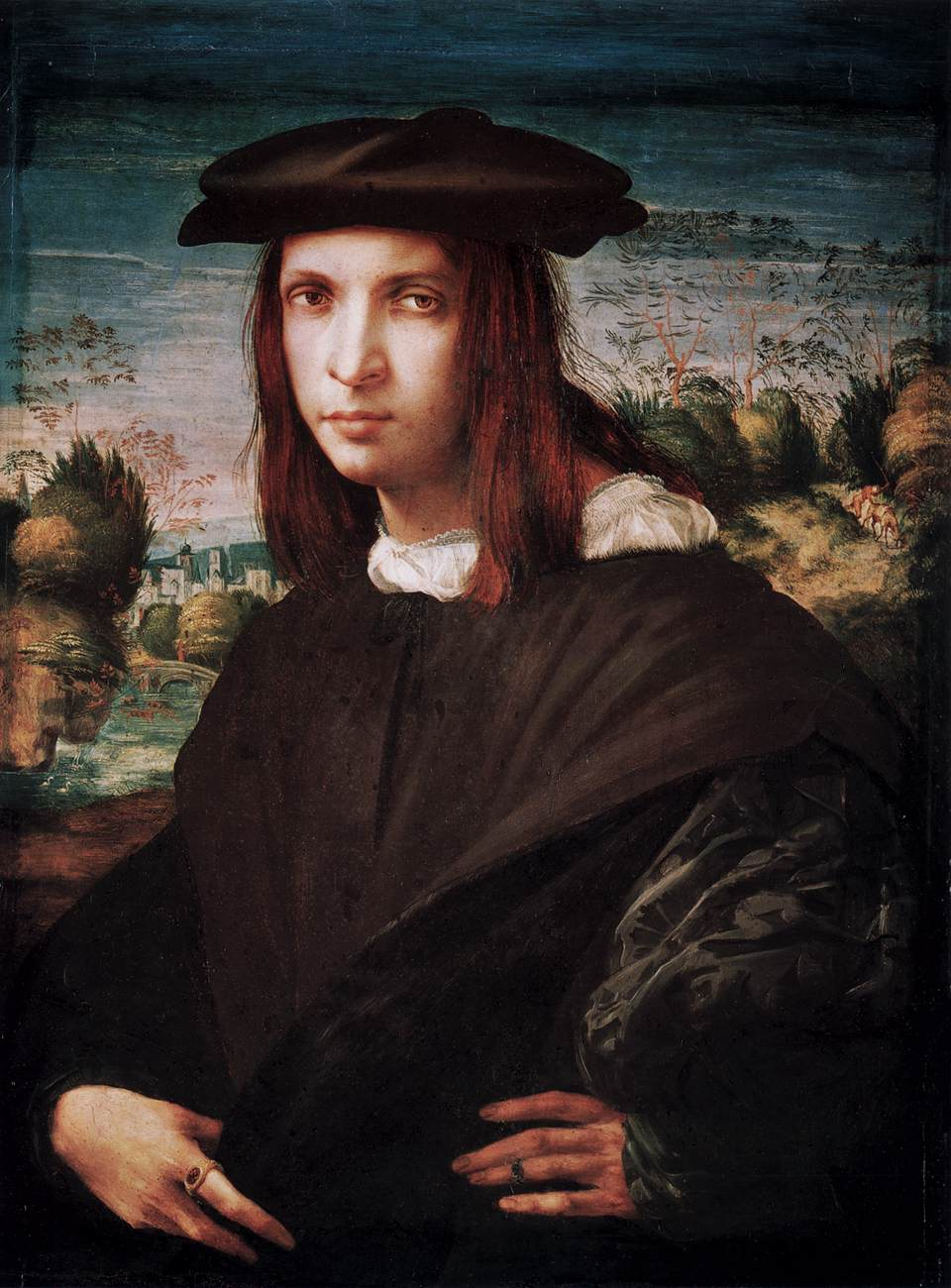
Portrét mladého muže
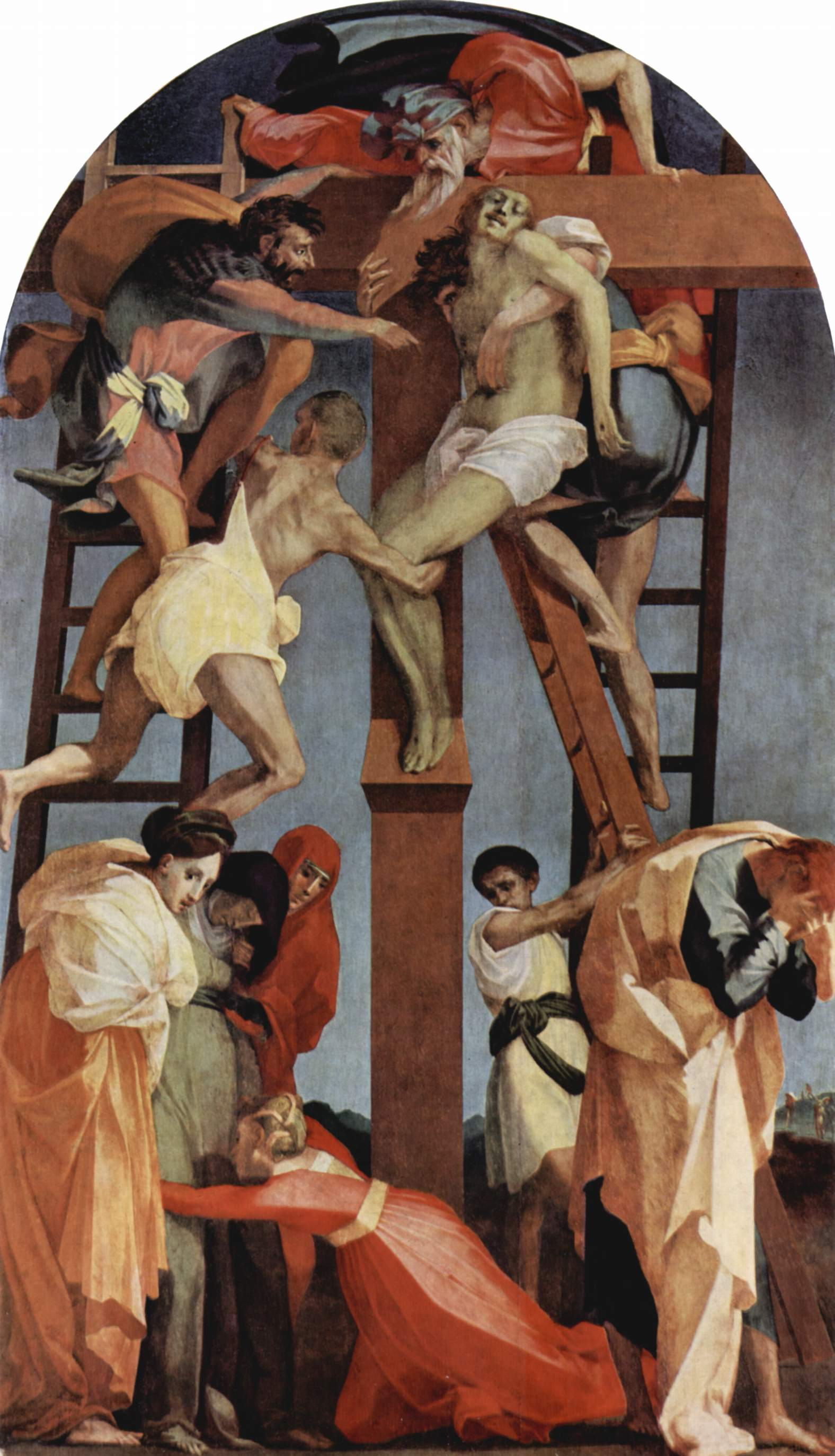
Snímání z kříže (1521)
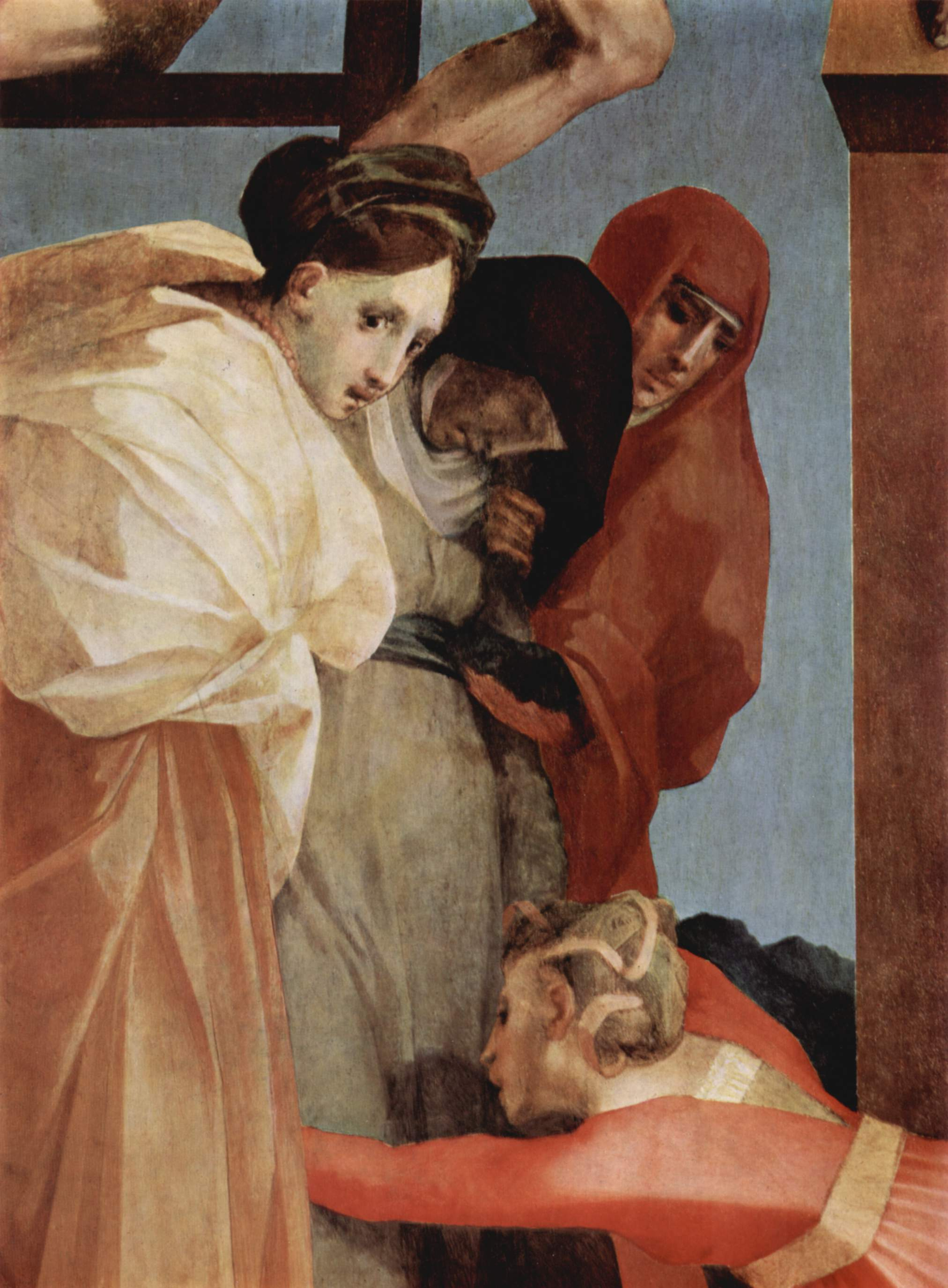
Snímání z kříže (detail)
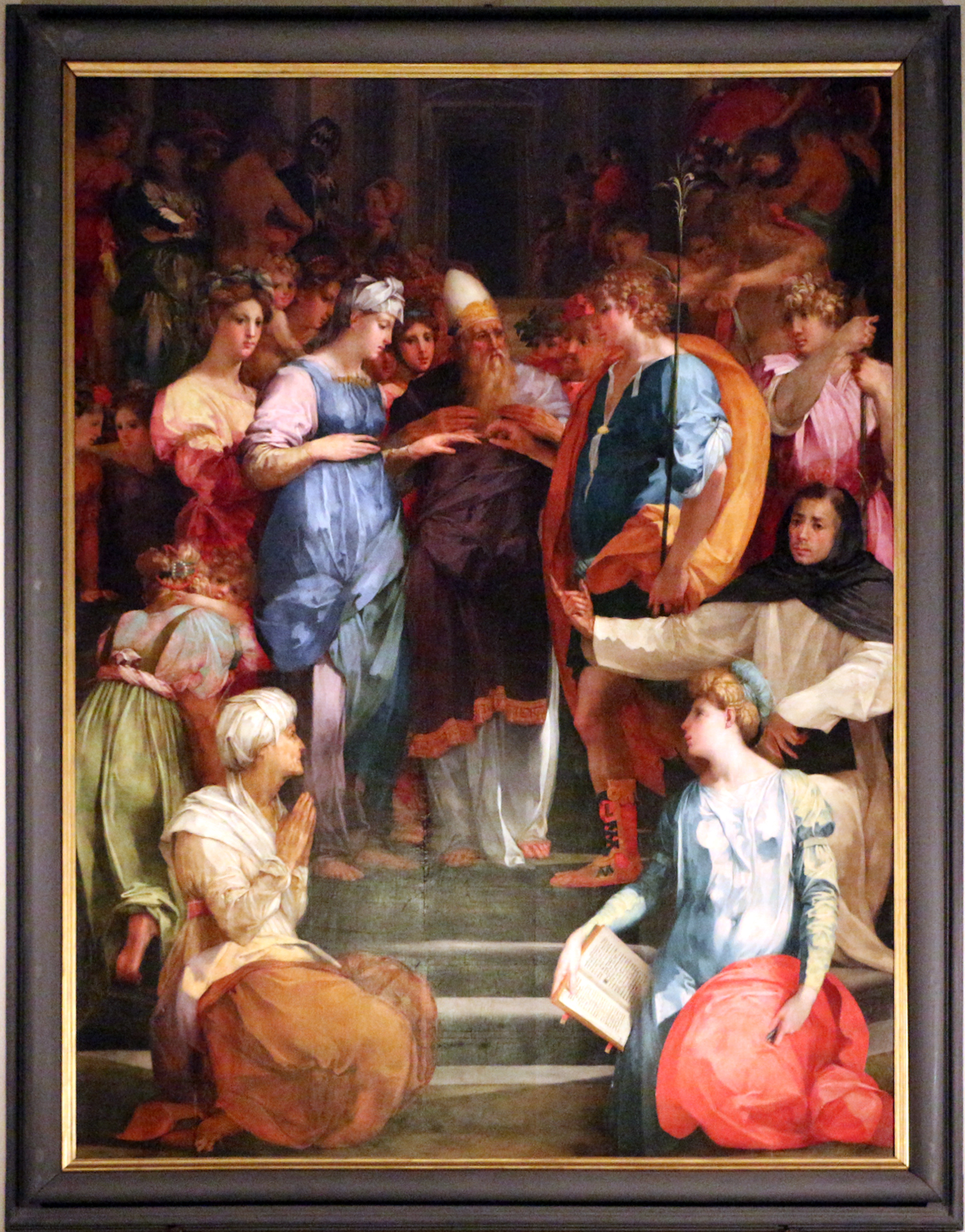
Zasnoubení P.Marie
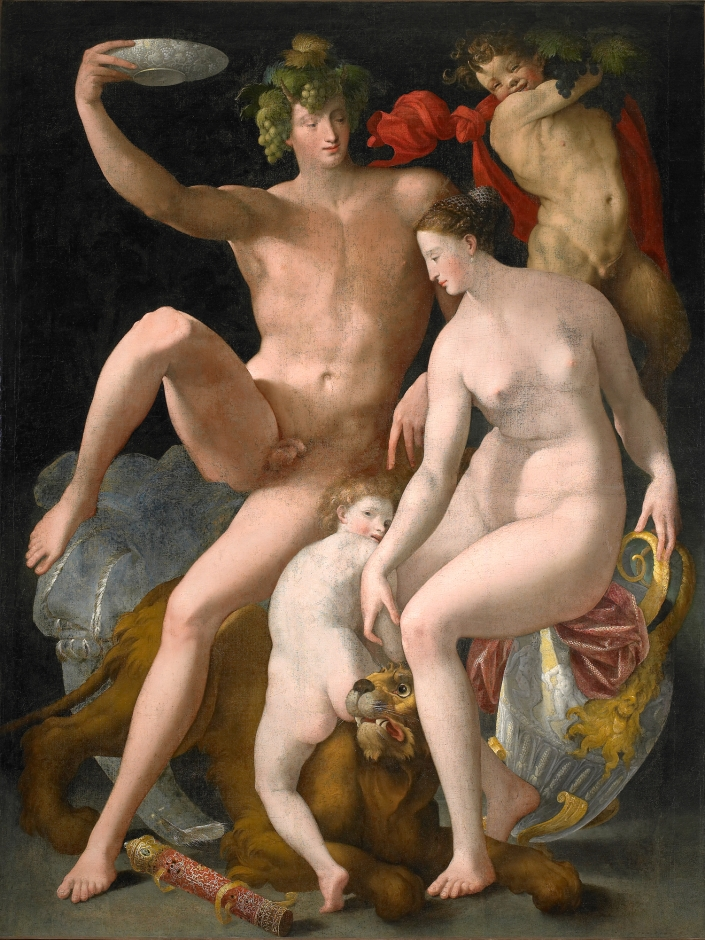
Bakchus, Venuše a kupido
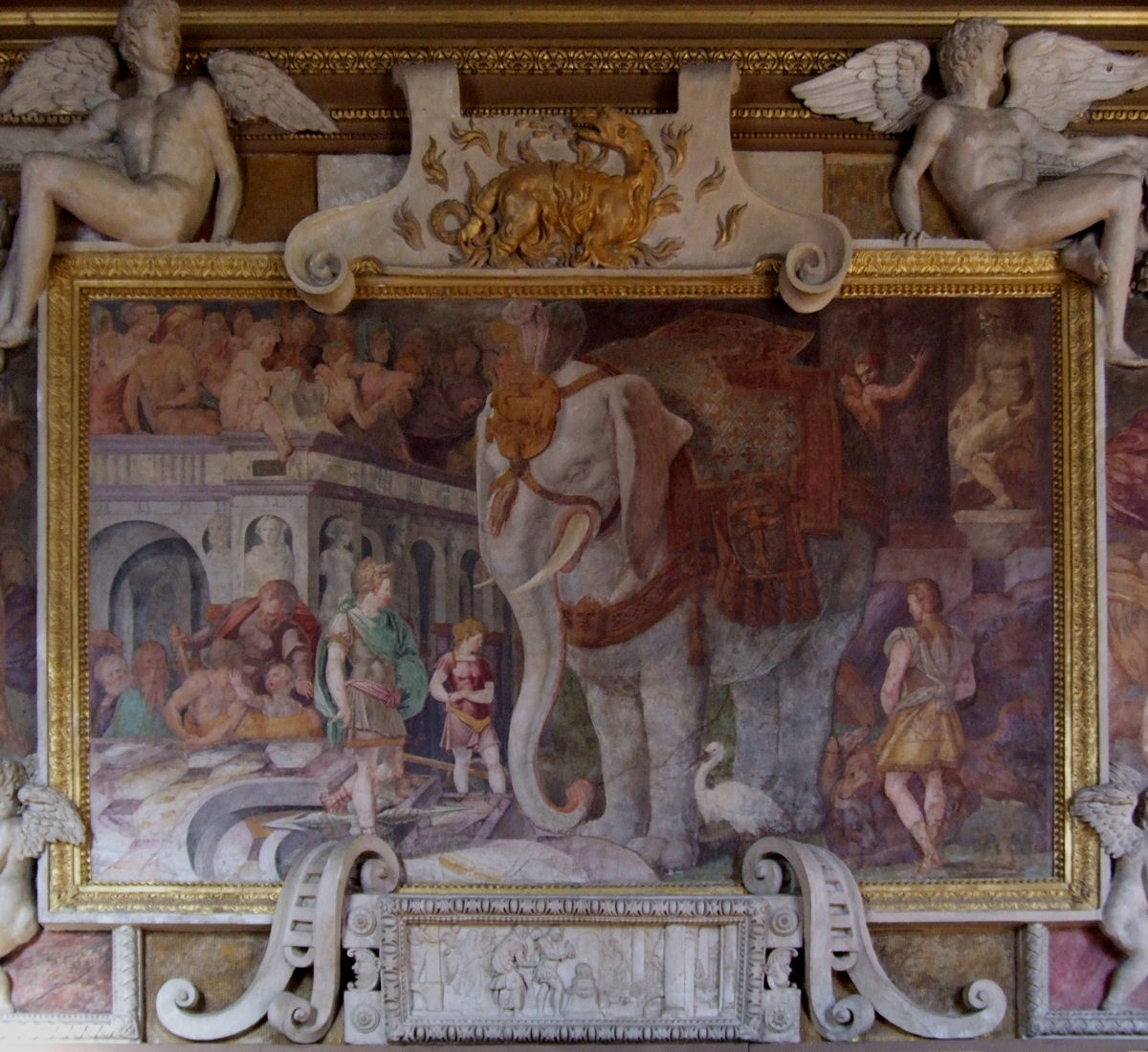
Slon
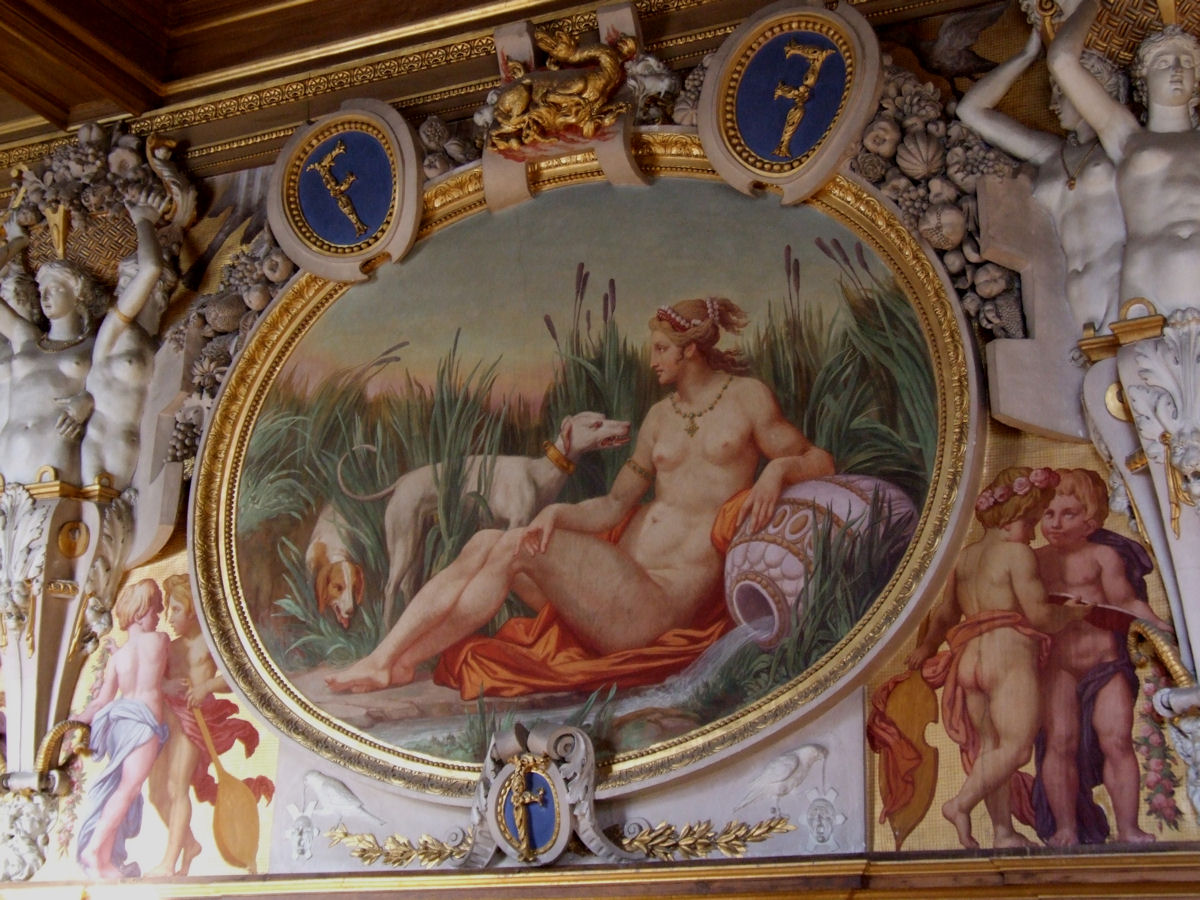
Diana
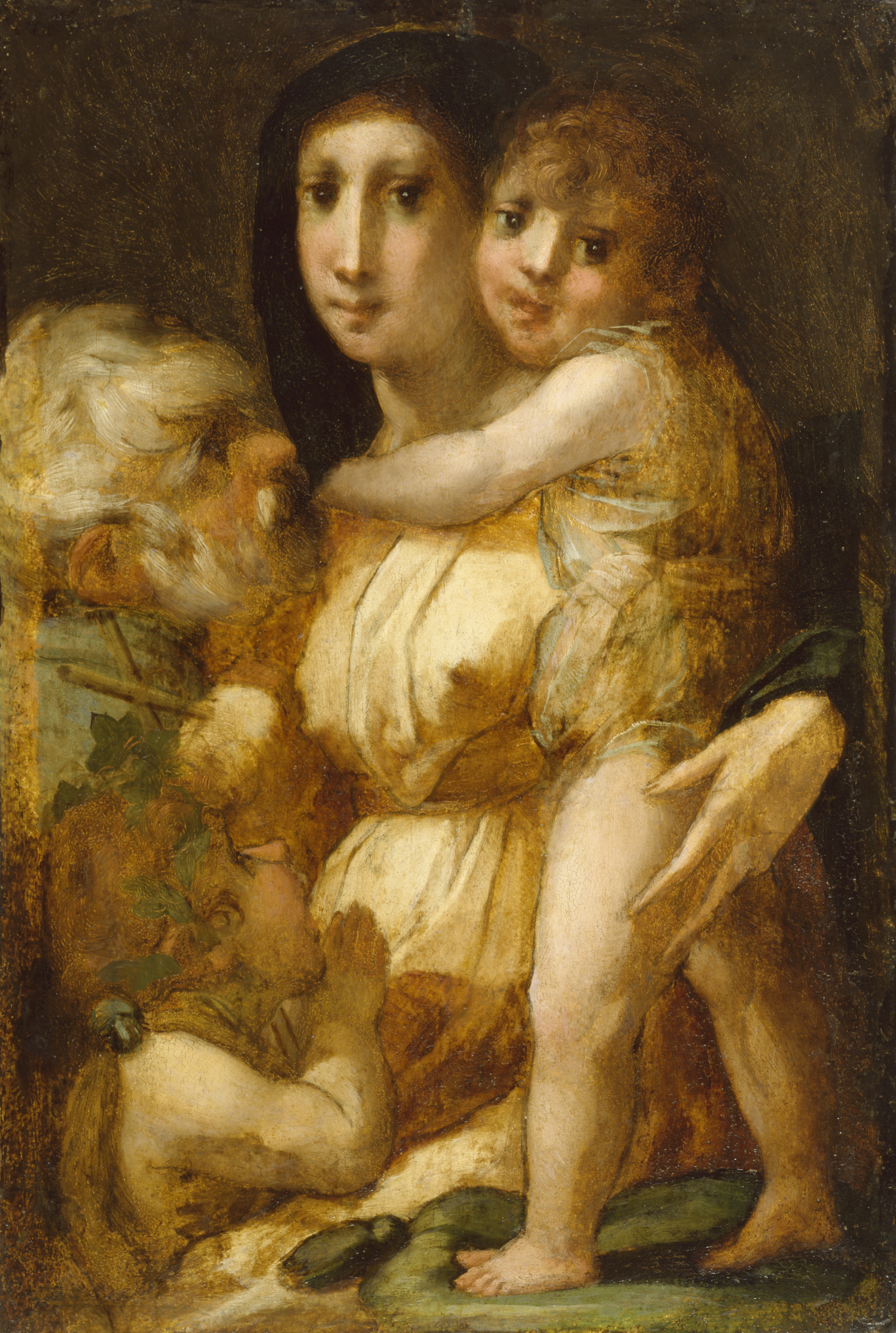
Svatá rodina